# Bauerschaft Hagem
Die Bauerschaft Hagem ist ein landwirtschaftlich geprägter Bereich im Westen von Datteln, nahe der Grenze zu Oer-Erkenschwick. Geprägt wurde sie historisch durch mehrere Adelsgüter, darunter Gutacker und Löringhof. Gutacker war im 14. und 15. Jahrhundert das bedeutendste Adelsgut des Kirchspiels Datteln, mit Burg, Vorburg und Mühlenanlagen. Nach wirtschaftlichem Niedergang wurde das Gut um 1820 aufgelöst, das Herrenhaus 1859 abgebrochen.
Auch Löringhof, erstmals 1234 erwähnt, war ein befestigter Herrensitz inmitten von Niederungen. Das Herrenhaus wurde im Laufe der Jahrhunderte mehrfach umgebaut, ist seit dem Zweiten Weltkrieg jedoch nur noch als Ruine erhalten. Die wasserreiche Landschaft mit dem Mühlenbach, Dümmerbach und Löringhofer Bach spielte eine zentrale Rolle für die Landwirtschaft und den Schutz der Güter.
Die Bauerschaft grenzt (im Uhrzeigersinn) an den Winkel, die Bauerschaft Hachhausen, Hachhausen, Hagem, Meckinghoven, Horneburg und Rapen.